# Ceadîr-Lunga
Ceadîr-Lunga (gag. Çadır-Lunga, ros. Чадыр-Лунга, Czadyr-Łunga) – miasto w południowej Mołdawii, w Terytorium Autonomicznym Gagauzji, nad rzeką Lunga. W 2004 roku liczyło ok. 19 tys. mieszkańców.

## Galeria

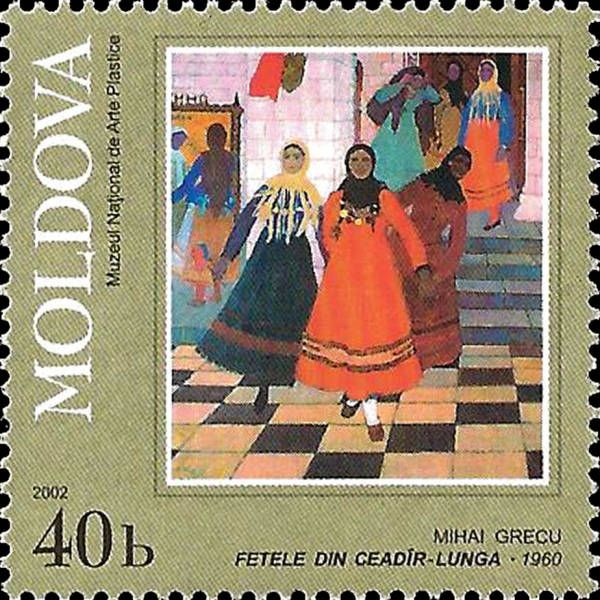
Dziewczęta z Ceadâr-Lunga (1960), obraz Mihaia Grecu
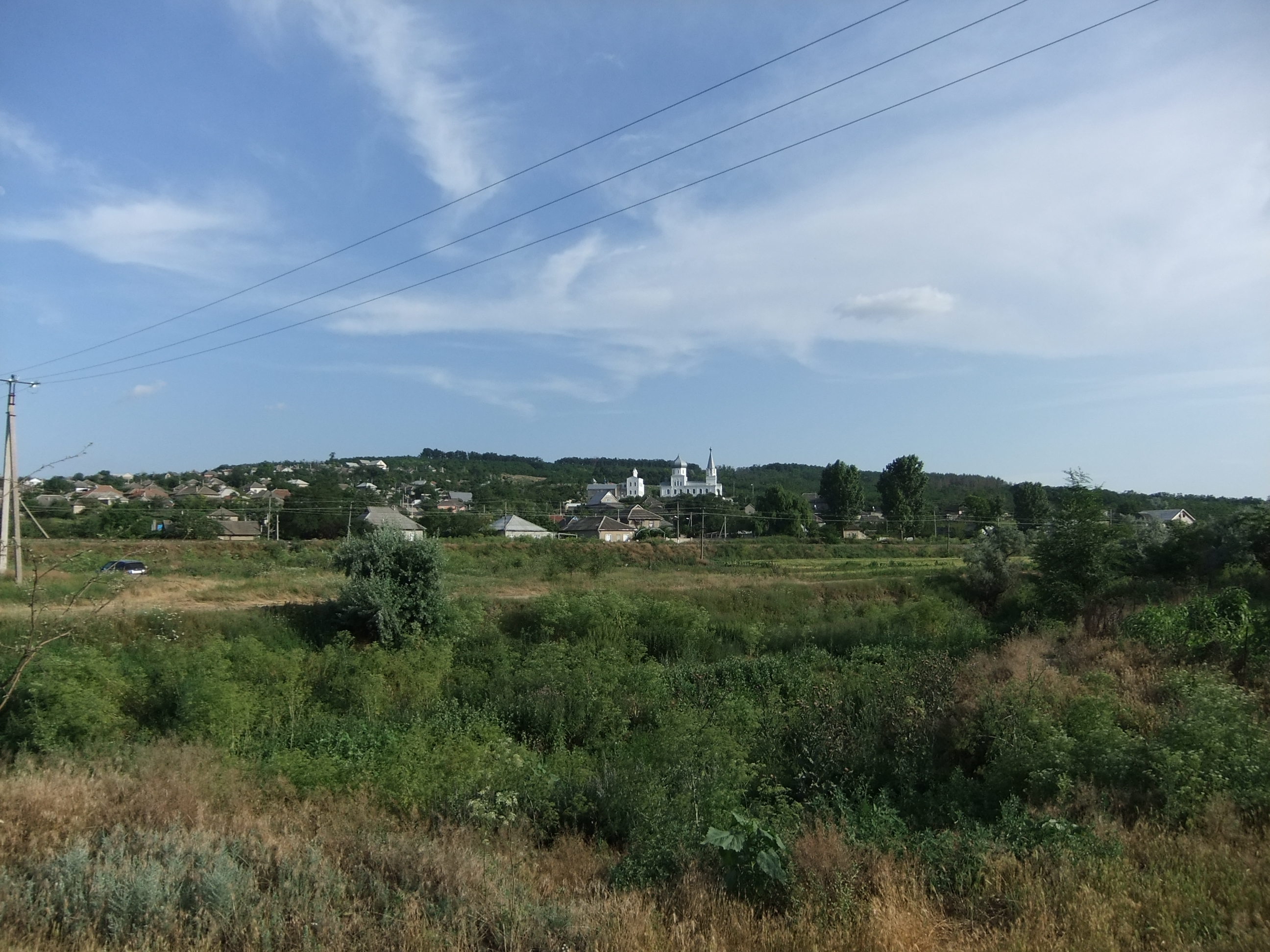
Ceadîr-Lunga, żeński monaster
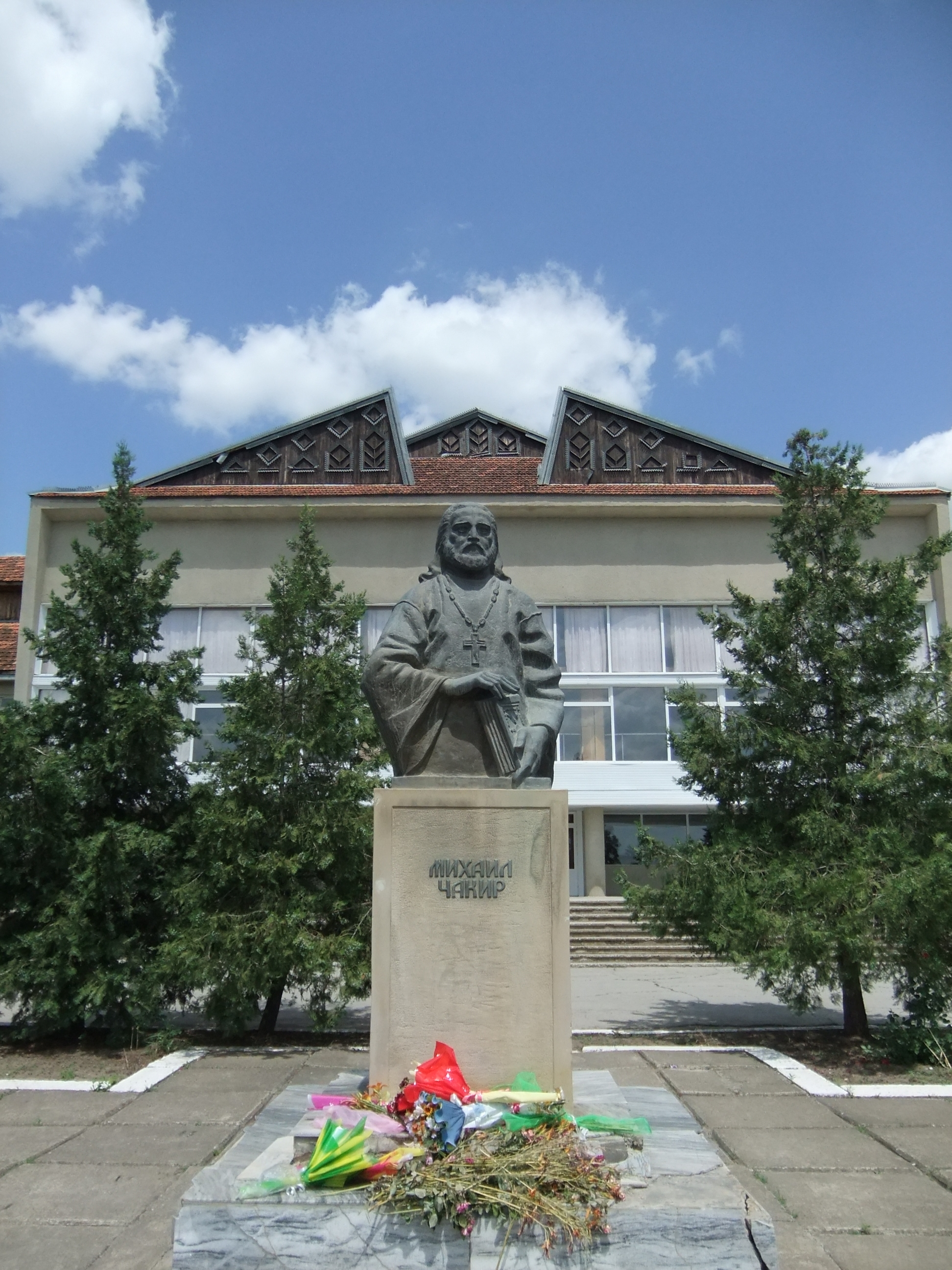
Dom kultury i pomnik Mihaila Çakira
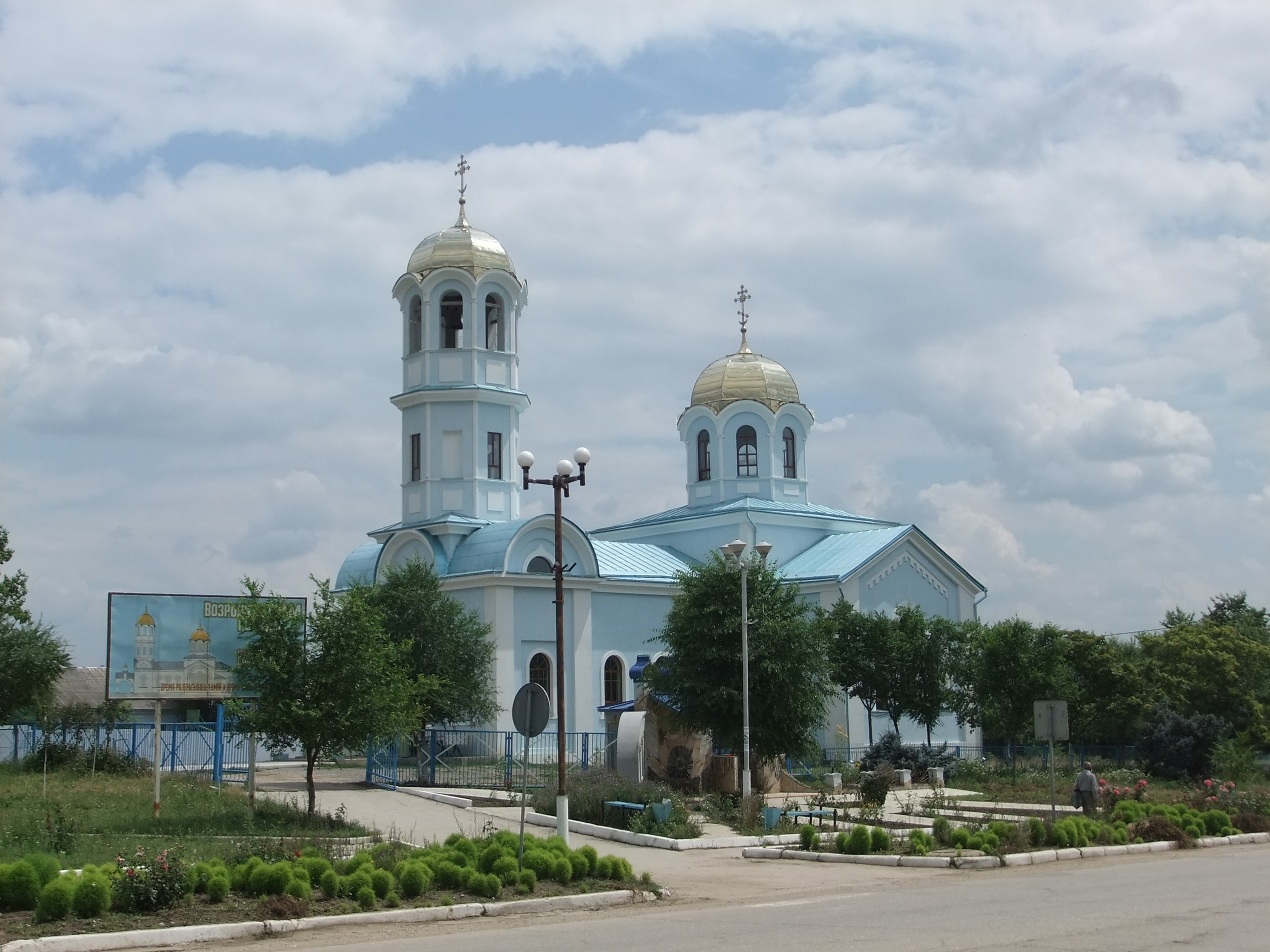
Cerkiew Kazańskiej Ikony Matki Bożej